# Trewortha Cairn
Trewortha Cairn ist ein mittels acht relativ eng stehenden Randsteine, gefasster Ring Cairn mit einer kleinen Steinkiste im Zentrum. 
Er liegt unweit des Kilmar Tor, etwa einen Kilometer südöstlich der Trewortha Farm im „Twelve Men’s Moor“, südwestlich von Launceston in Cornwall in England. 
Der Plattform Cairn, eine Unterart des Ring Cairns mit der Kiste in der Mitte, ist ein gut erhaltenes Beispiel für die bronzezeitliche Gattung. Lediglich das Cairnmaterial, das die Steinkiste flächig bedeckte und das Zwischenmauerwerk des Randsteinrings fehlen.
Es gibt etwa 750 m entfernt den „Twelve men’s moor cairn“ einen ähnlichen Cairn, der aber nur zur Hälfte erhalten ist. Bei Trewortha Farm liegt die Rekonstruktion eines bronzezeitlichen Dorfes, mit Rundhütten und -häusern, sowie einem spätmittelalterlichen Feldsystem.